# Entre-Ijuís
Entre-Ijuís là một đô thị thuộc bang Rio Grande do Sul, Brasil. Đô thị này có diện tích 552,545 km², dân số năm 2007 là 9126 người, mật độ 16,52 người/km².